# Campeonato Uruguaio de Futebol de 1906
O Campeonato Uruguaio de Futebol de 1906 consistiu em uma competição com dois turnos, no sistema de todos contra todos. O campeão foi o Montevideo Wanderers, que conquistou o torneio de forma invicta.

## Classificação[2]
| Pos | Equipe               | Pts | J  | V | E | D  | GP | GC | SG  |
| --- | -------------------- | --- | -- | - | - | -- | -- | -- | --- |
| 1°  | Montevideo Wanderers | 19  | 10 | 9 | 1 | 0  | 17 | 3  | 14  |
| 2°  | CURCC                | 14  | 10 | 7 | 0 | 3  | 18 | 8  | 10  |
| 3°  | Nacional             | 14  | 10 | 7 | 0 | 3  | 17 | 8  | 9   |
| 4°  | Teutonia             | 9   | 10 | 4 | 1 | 5  | 20 | 22 | -2  |
| 5°  | Intrépido            | 4   | 10 | 2 | 0 | 8  | 1  | 24 | -23 |
| 6°  | Nacional "B"         | 0   | 10 | 0 | 0 | 10 | 2  | 10 | -8  |

| Campeonato Uruguaio de 1906              |
| ---------------------------------------- |
| Montevideo Wanderers Campeão (1º título) |